# 長谷川恒之
長谷川 恒之（はせがわ つねゆき、1959年6月13日 - ）は、日本の俳優。千葉県千葉市出身。本名は同じ。身長186cm。血液型B型。

## 出演作品

### テレビドラマ
- NHK大河ドラマ
  - 徳川家康（1983年） - 使番
  - 花の乱（1994年） - 斯波義敏
- 事件記者チャボ! 第7話「チャボが結婚詐欺!? 冗談でしょう」（1984年、NTV）
- 太陽にほえろ!（NTV）
  - 第604話「戦場のブルース」（1984年）
  - 第618話「コンピューター計画」（1984年）
  - 第640話「妻への疑惑」（1985年）
- 風にむかってマイウェイ（1984年、TBS） - 銭湯の青年
- 東芝日曜劇場 / おんいのち（1984年、TBS）
- ヤヌスの鏡（1985年 - 1986年、CX） - 須長義男
- 親にはナイショで…（1986年、TBS）
  - 第9話「熱いヨ! E気持」
  - 第11話「私の部屋に来て!」
  - 第12話「キメてあげる今夜」
- 歳ふる道（1986年、NHK）
- 光戦隊マスクマン 第28話「美緒がイアル姫!?」、第29話「友情の新必殺武器」（1987年、ANB） - 赤池主任技師
- 土曜ワイド劇場 / 東京原宿ハウスマヌカン連続殺人（1987年、ANB）
- 続イキのいい奴（1988年、NHK）
- 火曜サスペンス劇場 / 通勤快速殺人事件 狙われた看護婦!（1989年、NTV）
- 月曜・女のサスペンス / 女流作家シリーズ・獲物の殺意（1990年、TX）
- はぐれ刑事純情派 第13話「レイプえん罪事件・すり替わった焼死体」（1990年、ANB）
- ドラマダス / 復讐クラブ（1990年、関西テレビ）
- 特警ウインスペクター 第46話「一日一悪の少年」（1990年、ANB） - 家川靖（ブラック団）
- 大江戸捜査網 第11話「五万石騒動 にわか若君との初恋」（1991年、TX） - 三田村数馬
- さすらい刑事旅情編（ANB）
  - さすらい刑事旅情編IV 第16話「巻き添えを喰らった女・新特急谷川の殺意」（1992年）
  - さすらい刑事旅情編V 第13話「山形新幹線・殺意の名将戦振り飛車の女」（1993年）
- 約束の夏（1992年、THK）- 記者
- 闇を斬る!大江戸犯科帳（1993年、TX） - 北見礼四郎
- 愛と罪と（1995年、THK） - 木島秘書
- 月曜ドラマスペシャル 「早乙女千春の添乗報告書」第1作「金沢湯けむりツアー殺人事件」（1995年2月20日、TBS） - 杉山直樹
- ウルトラマンティガ 第4話「サ・ヨ・ナ・ラ地球」（1996年、MBS） - 田坂飛行士（ジュピター3号）
- 暴れん坊将軍 第24話「計られた上意討ち! 若侍に惚れた年上の女」（2000年、ANB） - 五島勘兵衛

### 映画
- 瀬戸内少年野球団・青春篇 最後の楽園（1987年、日本ヘラルド映画） - 今西
- パンツの穴 本牧ベイでクソくらえ（1990年、バンダイ） - 飯野文彦
- マルタイの女（1997年、東宝） - 刑事

### オリジナルビデオ
- 女囚処刑人マリア2（1995年、ギャガ）
- パチプロ浪花梁山泊（1996年、ケイエスエス）
- 人妻 夫のいない昼下がりに…（1998年、レジェンド・ピクチャーズ）
- 制服狩り3（1998年）